# Paola Espinosa
Paola Milagros Espinosa Sánchez (ur. 31 lipca 1986 w La Paz) – meksykańska skoczkini do wody, brązowa medalistka igrzysk olimpijskich w Pekinie, trzykrotna medalistka mistrzostw świata. 
Brązowy medal igrzysk olimpijskich zdobyła w konkurencji wieża 10 m par synchronicznie (jej partnerką była Tatiana Ortiz). W  2009 roku zdobyła mistrzostwo świata w Rzymie (wieża 10 m).